# The 2nd Law
The 2nd Law (De 2e wet) is het zesde studioalbum van de Britse rockband Muse. In Nederland en andere Europese landen kwam het album op 28 september 2012 uit, in de Verenigde Staten, Italië en Canada op 2 oktober, en in Zweden en Japan op 3 oktober van dat jaar.

## Achtergrond
Muse was van plan de studio in te gaan rond oktober 2011. Ze verwachtten dat het in oktober 2012 uit zou komen.
Matthew Bellamy heeft het album op zijn Twitter-account beschreven als een "christian gangsta rap jazz odyssey, with some ambient rebellious dubstep and face melting metal flamenco cowboy psychedelia".
In een interview met het Britse muziektijdschrift Kerrang! zei bassist Chris Wolstenholme dat het album iets totaal anders zou worden, en dat hij het gevoel had dat ze met dit album een streep onder een bepaalde periode zetten.
Een paar maanden later werd ook bekend dat David Campbell (die eerder heeft gewerkt met onder andere Radiohead, Adele en Paul McCartney) meewerkte aan het album.
Op 6 juni 2012 zette Muse een trailer van het album op hun website, met daarnaast een klok die aftelde tot het moment dat het album zou uitkomen. De trailer, die ook dubstepelementen bevatte, leidde tot gemengde reacties van de fans.
In het najaar van 2012 begon Muse aan een tournee. Op 17 december zouden ze optreden in de Ziggo Dome in Amsterdam en een dag later in het Sportpaleis in Antwerpen.
De titel van het album verwijst naar de tweede wet van de thermodynamica. De wet is geciteerd in het nummer The 2nd Law: Unsustainable als het volgende:
All natural and technological processes proceed in such a way that the availability of the remaining energy decreases. In all energy exchanges, if no energy enters or leaves an isolated system, the entropy of that system increases. Energy continuously flows from being concentrated, to becoming dispersed, spread out, wasted, and useless. New energy cannot be created and high-grade energy is being destroyed.

## Tracklist
| 1.                 | Supremacy                    | Matthew Bellamy          | Muse       | 04:55 |
| 2.                 | Madness                      | Bellamy                  | Muse       | 04:39 |
| 3.                 | Panic Station                | Bellamy                  | Muse       | 03:03 |
| 4.                 | Prelude                      | Bellamy                  | Muse       | 01:03 |
| 5.                 | Survival                     | Bellamy                  | Muse       | 04:17 |
| 6.                 | Follow Me                    | Bellamy                  | Nero, Muse | 03:51 |
| 7.                 | Animals                      | Bellamy                  | Muse       | 04:23 |
| 8.                 | Explorers                    | Bellamy                  | Muse       | 05:48 |
| 9.                 | Big Freeze                   | Bellamy                  | Muse       | 04:41 |
| 10.                | Save Me                      | Christopher Wolstenholme | Muse       | 05:09 |
| 11.                | Liquid State                 | Wolstenholme             | Muse       | 03:03 |
| 12.                | The 2nd Law: Unsustainable   | Bellamy                  | Muse       | 03:48 |
| 13.                | The 2nd Law: Isolated System | Bellamy                  | Muse       | 04:59 |
| Totale duur: 53:39 |                              |                          |            |       |

## Medewerkers
Muse
- Matthew Bellamy – zang, gitaren, keyboards, synthesizers, arrangementen, productie, mixen (nummer 6)
- Christopher Wolstenholme – basgitaar, synthesizers, zang, productie
- Dominic Howard – drums, slaginstrumenten, synthesizers, productie

Productiemedewerkers
- Tommaso Colliva – extra productie, techniek, mixen (nummer 4)
- Adrian Bushby – extra productie, techniek
- Paul Reeve – extra vocalen-productie (nummers 10 en 11)
- Nero – extra productie en mixen (nummer 6)
- Chris Lord-Alge – mixen (nummers 1, 5, 7, 9 en 12)
- Mark Stent – mixen (nummers 2, 8 en 10)
- Rich Costey – mixen (nummers 3, 11 en 13)
- Alessandro Cortini – extra assistentie voor synthesizer
- Brendan Dekora, Olga Fitzroy, Sean Oakley en Tom Bailey – technische assistentie
- Ted Jensen – mastering

Overige medewerkers
- David Campbell – dirigent
- Gavin Bond – fotograaf

## Hitnoteringen

### NederlandseAlbum Top 100
| Hitnotering (week 1 t/m 31): 06-10-2012 t/m 04-05-2013 Hitnotering (week 33 t/m 48) 18-05-2013 t/m 07-09-2013 | Hitnotering (week 1 t/m 31): 06-10-2012 t/m 04-05-2013 Hitnotering (week 33 t/m 48) 18-05-2013 t/m 07-09-2013 | Hitnotering (week 1 t/m 31): 06-10-2012 t/m 04-05-2013 Hitnotering (week 33 t/m 48) 18-05-2013 t/m 07-09-2013 | Hitnotering (week 1 t/m 31): 06-10-2012 t/m 04-05-2013 Hitnotering (week 33 t/m 48) 18-05-2013 t/m 07-09-2013 | Hitnotering (week 1 t/m 31): 06-10-2012 t/m 04-05-2013 Hitnotering (week 33 t/m 48) 18-05-2013 t/m 07-09-2013 | Hitnotering (week 1 t/m 31): 06-10-2012 t/m 04-05-2013 Hitnotering (week 33 t/m 48) 18-05-2013 t/m 07-09-2013 | Hitnotering (week 1 t/m 31): 06-10-2012 t/m 04-05-2013 Hitnotering (week 33 t/m 48) 18-05-2013 t/m 07-09-2013 | Hitnotering (week 1 t/m 31): 06-10-2012 t/m 04-05-2013 Hitnotering (week 33 t/m 48) 18-05-2013 t/m 07-09-2013 | Hitnotering (week 1 t/m 31): 06-10-2012 t/m 04-05-2013 Hitnotering (week 33 t/m 48) 18-05-2013 t/m 07-09-2013 | Hitnotering (week 1 t/m 31): 06-10-2012 t/m 04-05-2013 Hitnotering (week 33 t/m 48) 18-05-2013 t/m 07-09-2013 | Hitnotering (week 1 t/m 31): 06-10-2012 t/m 04-05-2013 Hitnotering (week 33 t/m 48) 18-05-2013 t/m 07-09-2013 | Hitnotering (week 1 t/m 31): 06-10-2012 t/m 04-05-2013 Hitnotering (week 33 t/m 48) 18-05-2013 t/m 07-09-2013 | Hitnotering (week 1 t/m 31): 06-10-2012 t/m 04-05-2013 Hitnotering (week 33 t/m 48) 18-05-2013 t/m 07-09-2013 | Hitnotering (week 1 t/m 31): 06-10-2012 t/m 04-05-2013 Hitnotering (week 33 t/m 48) 18-05-2013 t/m 07-09-2013 | Hitnotering (week 1 t/m 31): 06-10-2012 t/m 04-05-2013 Hitnotering (week 33 t/m 48) 18-05-2013 t/m 07-09-2013 | Hitnotering (week 1 t/m 31): 06-10-2012 t/m 04-05-2013 Hitnotering (week 33 t/m 48) 18-05-2013 t/m 07-09-2013 | Hitnotering (week 1 t/m 31): 06-10-2012 t/m 04-05-2013 Hitnotering (week 33 t/m 48) 18-05-2013 t/m 07-09-2013 | Hitnotering (week 1 t/m 31): 06-10-2012 t/m 04-05-2013 Hitnotering (week 33 t/m 48) 18-05-2013 t/m 07-09-2013 |
| Week: | 1 | 2 | 3 | 4 | 5 | 6 | 7 | 8 | 9 | 10 | 11 | 12 | 13 | 14 | 15 | 16 | 17 |
| --- | --- | --- | --- | --- | --- | --- | --- | --- | --- | --- | --- | --- | --- | --- | --- | --- | --- |
| Positie: | 1 | 5 | 6 | 10 | 14 | 13 | 22 | 24 | 25 | 30 | 38 | 28 | 26 | 26 | 29 | 34 | 47 |
| Week: | 18 | 19 | 20 | 21 | 22 | 23 | 24 | 25 | 26 | 27 | 28 | 29 | 30 | 31 | | 32 | 33 |
| Positie: | 56 | 60 | 66 | 72 | 79 | 78 | 70 | 91 | 79 | 84 | 80 | 97 | 80 | 77 | uit | 82 | 84 |
| Week: | 34 | 35 | 36 | 37 | 38 | 39 | 40 | 41 | 42 | 43 | 44 | 45 | 46 | 47 | 48 | | |
| Positie: | 69 | 28 | 28 | 36 | 55 | 67 | 64 | 58 | 55 | 46 | 40 | 51 | 78 | 58 | 69 | uit | |

### VlaamseUltratop 200Albums
| Hitnotering (week 1 t/m 59): 06-10-2012 t/m 16-11-2013 Hitnotering (week 60 t/m 66): 30-11-2013 t/m 11-01-2014 Hitnotering (week 67): 01-02-2014 Hitnotering (week 68 t/m 70): 15-03-2014 t/m 29-03-2014 Hitnotering (week 71): 12-04-2014 Hitnotering (week 72 t/m 76): 03-05-2014 t/m 31-05-2014 Hitnotering (week 77): 14-06-2014 | Hitnotering (week 1 t/m 59): 06-10-2012 t/m 16-11-2013 Hitnotering (week 60 t/m 66): 30-11-2013 t/m 11-01-2014 Hitnotering (week 67): 01-02-2014 Hitnotering (week 68 t/m 70): 15-03-2014 t/m 29-03-2014 Hitnotering (week 71): 12-04-2014 Hitnotering (week 72 t/m 76): 03-05-2014 t/m 31-05-2014 Hitnotering (week 77): 14-06-2014 | Hitnotering (week 1 t/m 59): 06-10-2012 t/m 16-11-2013 Hitnotering (week 60 t/m 66): 30-11-2013 t/m 11-01-2014 Hitnotering (week 67): 01-02-2014 Hitnotering (week 68 t/m 70): 15-03-2014 t/m 29-03-2014 Hitnotering (week 71): 12-04-2014 Hitnotering (week 72 t/m 76): 03-05-2014 t/m 31-05-2014 Hitnotering (week 77): 14-06-2014 | Hitnotering (week 1 t/m 59): 06-10-2012 t/m 16-11-2013 Hitnotering (week 60 t/m 66): 30-11-2013 t/m 11-01-2014 Hitnotering (week 67): 01-02-2014 Hitnotering (week 68 t/m 70): 15-03-2014 t/m 29-03-2014 Hitnotering (week 71): 12-04-2014 Hitnotering (week 72 t/m 76): 03-05-2014 t/m 31-05-2014 Hitnotering (week 77): 14-06-2014 | Hitnotering (week 1 t/m 59): 06-10-2012 t/m 16-11-2013 Hitnotering (week 60 t/m 66): 30-11-2013 t/m 11-01-2014 Hitnotering (week 67): 01-02-2014 Hitnotering (week 68 t/m 70): 15-03-2014 t/m 29-03-2014 Hitnotering (week 71): 12-04-2014 Hitnotering (week 72 t/m 76): 03-05-2014 t/m 31-05-2014 Hitnotering (week 77): 14-06-2014 | Hitnotering (week 1 t/m 59): 06-10-2012 t/m 16-11-2013 Hitnotering (week 60 t/m 66): 30-11-2013 t/m 11-01-2014 Hitnotering (week 67): 01-02-2014 Hitnotering (week 68 t/m 70): 15-03-2014 t/m 29-03-2014 Hitnotering (week 71): 12-04-2014 Hitnotering (week 72 t/m 76): 03-05-2014 t/m 31-05-2014 Hitnotering (week 77): 14-06-2014 | Hitnotering (week 1 t/m 59): 06-10-2012 t/m 16-11-2013 Hitnotering (week 60 t/m 66): 30-11-2013 t/m 11-01-2014 Hitnotering (week 67): 01-02-2014 Hitnotering (week 68 t/m 70): 15-03-2014 t/m 29-03-2014 Hitnotering (week 71): 12-04-2014 Hitnotering (week 72 t/m 76): 03-05-2014 t/m 31-05-2014 Hitnotering (week 77): 14-06-2014 | Hitnotering (week 1 t/m 59): 06-10-2012 t/m 16-11-2013 Hitnotering (week 60 t/m 66): 30-11-2013 t/m 11-01-2014 Hitnotering (week 67): 01-02-2014 Hitnotering (week 68 t/m 70): 15-03-2014 t/m 29-03-2014 Hitnotering (week 71): 12-04-2014 Hitnotering (week 72 t/m 76): 03-05-2014 t/m 31-05-2014 Hitnotering (week 77): 14-06-2014 | Hitnotering (week 1 t/m 59): 06-10-2012 t/m 16-11-2013 Hitnotering (week 60 t/m 66): 30-11-2013 t/m 11-01-2014 Hitnotering (week 67): 01-02-2014 Hitnotering (week 68 t/m 70): 15-03-2014 t/m 29-03-2014 Hitnotering (week 71): 12-04-2014 Hitnotering (week 72 t/m 76): 03-05-2014 t/m 31-05-2014 Hitnotering (week 77): 14-06-2014 | Hitnotering (week 1 t/m 59): 06-10-2012 t/m 16-11-2013 Hitnotering (week 60 t/m 66): 30-11-2013 t/m 11-01-2014 Hitnotering (week 67): 01-02-2014 Hitnotering (week 68 t/m 70): 15-03-2014 t/m 29-03-2014 Hitnotering (week 71): 12-04-2014 Hitnotering (week 72 t/m 76): 03-05-2014 t/m 31-05-2014 Hitnotering (week 77): 14-06-2014 | Hitnotering (week 1 t/m 59): 06-10-2012 t/m 16-11-2013 Hitnotering (week 60 t/m 66): 30-11-2013 t/m 11-01-2014 Hitnotering (week 67): 01-02-2014 Hitnotering (week 68 t/m 70): 15-03-2014 t/m 29-03-2014 Hitnotering (week 71): 12-04-2014 Hitnotering (week 72 t/m 76): 03-05-2014 t/m 31-05-2014 Hitnotering (week 77): 14-06-2014 | Hitnotering (week 1 t/m 59): 06-10-2012 t/m 16-11-2013 Hitnotering (week 60 t/m 66): 30-11-2013 t/m 11-01-2014 Hitnotering (week 67): 01-02-2014 Hitnotering (week 68 t/m 70): 15-03-2014 t/m 29-03-2014 Hitnotering (week 71): 12-04-2014 Hitnotering (week 72 t/m 76): 03-05-2014 t/m 31-05-2014 Hitnotering (week 77): 14-06-2014 | Hitnotering (week 1 t/m 59): 06-10-2012 t/m 16-11-2013 Hitnotering (week 60 t/m 66): 30-11-2013 t/m 11-01-2014 Hitnotering (week 67): 01-02-2014 Hitnotering (week 68 t/m 70): 15-03-2014 t/m 29-03-2014 Hitnotering (week 71): 12-04-2014 Hitnotering (week 72 t/m 76): 03-05-2014 t/m 31-05-2014 Hitnotering (week 77): 14-06-2014 | Hitnotering (week 1 t/m 59): 06-10-2012 t/m 16-11-2013 Hitnotering (week 60 t/m 66): 30-11-2013 t/m 11-01-2014 Hitnotering (week 67): 01-02-2014 Hitnotering (week 68 t/m 70): 15-03-2014 t/m 29-03-2014 Hitnotering (week 71): 12-04-2014 Hitnotering (week 72 t/m 76): 03-05-2014 t/m 31-05-2014 Hitnotering (week 77): 14-06-2014 | Hitnotering (week 1 t/m 59): 06-10-2012 t/m 16-11-2013 Hitnotering (week 60 t/m 66): 30-11-2013 t/m 11-01-2014 Hitnotering (week 67): 01-02-2014 Hitnotering (week 68 t/m 70): 15-03-2014 t/m 29-03-2014 Hitnotering (week 71): 12-04-2014 Hitnotering (week 72 t/m 76): 03-05-2014 t/m 31-05-2014 Hitnotering (week 77): 14-06-2014 | Hitnotering (week 1 t/m 59): 06-10-2012 t/m 16-11-2013 Hitnotering (week 60 t/m 66): 30-11-2013 t/m 11-01-2014 Hitnotering (week 67): 01-02-2014 Hitnotering (week 68 t/m 70): 15-03-2014 t/m 29-03-2014 Hitnotering (week 71): 12-04-2014 Hitnotering (week 72 t/m 76): 03-05-2014 t/m 31-05-2014 Hitnotering (week 77): 14-06-2014 | Hitnotering (week 1 t/m 59): 06-10-2012 t/m 16-11-2013 Hitnotering (week 60 t/m 66): 30-11-2013 t/m 11-01-2014 Hitnotering (week 67): 01-02-2014 Hitnotering (week 68 t/m 70): 15-03-2014 t/m 29-03-2014 Hitnotering (week 71): 12-04-2014 Hitnotering (week 72 t/m 76): 03-05-2014 t/m 31-05-2014 Hitnotering (week 77): 14-06-2014 | Hitnotering (week 1 t/m 59): 06-10-2012 t/m 16-11-2013 Hitnotering (week 60 t/m 66): 30-11-2013 t/m 11-01-2014 Hitnotering (week 67): 01-02-2014 Hitnotering (week 68 t/m 70): 15-03-2014 t/m 29-03-2014 Hitnotering (week 71): 12-04-2014 Hitnotering (week 72 t/m 76): 03-05-2014 t/m 31-05-2014 Hitnotering (week 77): 14-06-2014 | Hitnotering (week 1 t/m 59): 06-10-2012 t/m 16-11-2013 Hitnotering (week 60 t/m 66): 30-11-2013 t/m 11-01-2014 Hitnotering (week 67): 01-02-2014 Hitnotering (week 68 t/m 70): 15-03-2014 t/m 29-03-2014 Hitnotering (week 71): 12-04-2014 Hitnotering (week 72 t/m 76): 03-05-2014 t/m 31-05-2014 Hitnotering (week 77): 14-06-2014 | Hitnotering (week 1 t/m 59): 06-10-2012 t/m 16-11-2013 Hitnotering (week 60 t/m 66): 30-11-2013 t/m 11-01-2014 Hitnotering (week 67): 01-02-2014 Hitnotering (week 68 t/m 70): 15-03-2014 t/m 29-03-2014 Hitnotering (week 71): 12-04-2014 Hitnotering (week 72 t/m 76): 03-05-2014 t/m 31-05-2014 Hitnotering (week 77): 14-06-2014 | Hitnotering (week 1 t/m 59): 06-10-2012 t/m 16-11-2013 Hitnotering (week 60 t/m 66): 30-11-2013 t/m 11-01-2014 Hitnotering (week 67): 01-02-2014 Hitnotering (week 68 t/m 70): 15-03-2014 t/m 29-03-2014 Hitnotering (week 71): 12-04-2014 Hitnotering (week 72 t/m 76): 03-05-2014 t/m 31-05-2014 Hitnotering (week 77): 14-06-2014 | Hitnotering (week 1 t/m 59): 06-10-2012 t/m 16-11-2013 Hitnotering (week 60 t/m 66): 30-11-2013 t/m 11-01-2014 Hitnotering (week 67): 01-02-2014 Hitnotering (week 68 t/m 70): 15-03-2014 t/m 29-03-2014 Hitnotering (week 71): 12-04-2014 Hitnotering (week 72 t/m 76): 03-05-2014 t/m 31-05-2014 Hitnotering (week 77): 14-06-2014 |
| Week: | 1 | 2 | 3 | 4 | 5 | 6 | 7 | 8 | 9 | 10 | 11 | 12 | 13 | 14 | 15 | 16 | 17 | 18 | 19 | 20 | 21 |
| --- | --- | --- | --- | --- | --- | --- | --- | --- | --- | --- | --- | --- | --- | --- | --- | --- | --- | --- | --- | --- | --- |
| Positie: | 1 | 1 | 2 | 4 | 11 | 12 | 17 | 21 | 21 | 24 | 23 | 23 | 17 | 17 | 22 | 28 | 27 | 29 | 43 | 43 | 55 |
| Week: | 22 | 23 | 24 | 25 | 26 | 27 | 28 | 29 | 30 | 31 | 32 | 33 | 34 | 35 | 36 | 37 | 38 | 39 | 40 | 41 | 42 |
| Positie: | 55 | 52 | 60 | 76 | 73 | 51 | 79 | 105 | 53 | 82 | 49 | 59 | 83 | 84 | 66 | 61 | 17 | 7 | 22 | 63 | 107 |
| Week: | 43 | 44 | 45 | 46 | 47 | 48 | 49 | 50 | 51 | 52 | 53 | 54 | 55 | 56 | 57 | 58 | 59 | | 60 | 61 | 62 |
| Positie: | 129 | 84 | 59 | 58 | 72 | 49 | 54 | 60 | 62 | 77 | 105 | 124 | 122 | 155 | 144 | 125 | 189 | uit | 170 | 140 | 183 |
| Week: | 63 | 64 | 65 | 66 | | 67 | | 68 | 69 | 70 | | 71 | | 72 | 73 | 74 | 75 | 76 | | 77 | |
| Positie: | 179 | 199 | 187 | 140 | uit | 147 | uit | 140 | 163 | 140 | uit | 187 | uit | 181 | 152 | 152 | 165 | 200 | uit | 186 | uit |